# Schnauder Ø
Schnauder Ø är en ö i Grönland (Kungariket Danmark). Den ligger i den nordöstra delen av Grönland, 1 900 km nordost om huvudstaden Nuuk.